# ادوارد هامبارتسومیان (بوکسور)
ادوارد هامبارتسومیان (ارمنی: Էդուարդ Համբարձումյան؛ زادهٔ ۲۳ فوریهٔ ۱۹۸۶) بوکسور اهل ارمنستان است که در مسابقات کشوری و بین‌المللی در مجموع برندهٔ ۱ مدال طلا شده‌است.